# Platysenta proecellens
Platysenta proecellens är en fjärilsart som beskrevs av Heinrich Benno Möschler 1886. Platysenta proecellens ingår i släktet Platysenta och familjen nattflyn. Inga underarter finns listade i Catalogue of Life.